# Piotr Klugowski
Piotr Klugowski (ur. 25 kwietnia 1960 w Kowalewie Pomorskim) – polski artysta malarz, profesor nauk o sztukach pięknych.

## Życiorys
W 1979 roku ukończył I Liceum Ogólnokształcące im. Bolesława Chrobrego w Grudziądzu. Następnie podjął studia na Uniwersytecie Mikołaja Kopernika, które ukończył w roku 1985. Tytuł profesora uzyskał w 2011. W latach 2008–2012 pełnił funkcję dziekana Wydziału Sztuk Pięknych. Jest członkiem Związku Polskich Artystów Plastyków. Zajmuje się malarstwem, rysunkiem i grafiką.